# هاماري ادهوري كاهاني
هاماري ادهوري كاهاني (العربية: قصتنا غير المكتملة) فيلم دارمي رومانسي عام 2015 من إخراج موهيت سوري ومن إنتاج ماهيش بهات بطولة عمران هاشمي ، فيديا بالان وراجكومار راو، تدور قصة الفيلم حول أم تتعرف بثري وحيد أيضاً، وتربطهما علاقة حب كبيرة حتى يعود ماضيها لمواجهتها.

## السيناريو
يبدأ الفيلم بمشهد امرأة فاسودها (فيديا بالان) بعد نزولها من الحافلة قبل 15 كم من منطقة باستار، تتعثر وتسقط مغشياً عليها بعد بضعة خطوات.
رجل مسن، هاري، يروى لطبيبه نفساني حول لقائه زوجته صباح ذلك اليوم، بحضور زوجة ابنه لتأخذه إلى جنازة زوجته.
قام بسرقة رمادها وترك مذكرات لابنه.
القصة تعود إلى الماضي بعيد، حيث تعيش فاسودها مع ابنها بدون زوجها المفقود لمدة خمس سنوات في اتنتظاره منذ أن غادرها. فاسودها تلتقي آراف روباريل (إمران هاشمي) في واحدة من فنادقه، حيث تعمل كمنظم الأزهار، حيث يأمر آراف بفتعال حريق وهمي من أجل مشاهدة قدرات إدارة الأمن في الفندق، متجاهلة احتياطات السلامة فاسودها تحاول المضي قدماً لانقاذه عند علمها بأنه ينام في غرفته، الأمر الذي ادى إلى اعجابه وقدم لها وظيفة في فندقه في دبي، لكنها ترفض لعدم مقدرتها مغادرة البلد، على الرغم من رفضها يطلب أراف منها إعادة النظر في العرض.
تعلم فاسودها ببلغ من الشرطة ان زوجها هارى المفقود (راجكومار راو) قد اقدم على قتل خمسة صحفيين امريكيين وأنه عضو في جماعة ارهابية تطلب منها الشرطة إبلاغهم في حال زارها من أي وقت، شعورها بالقلق على مستقبل ابنها، يدفعها لتقبل العرض الذي قدمه آراف.
على الرغم من معرفة آراف لماضي فاسودها وابنها، فإنه يقع في حبها، ويقرر أن يروي فاسودها والدته، التي كانت مغنية ملاهي، وكيف وقعت في الحب مع رجل حاول الانتحار بسبب الفشل في إنقاذهم من الفقر. فاسودها تخفي مشاعرها قائلا انها تنتمي إلى شخص آخر ويترك. إلأا انها تلتقي أم آراف بناء على طلبه حيث تقبل حب آراف ويقضي كلاهما لحظات رومانسية معا حيث تمكن أراف من استخرجا ورقة طلاق لفاسوده .
تواجه فاسودها هاري في المنزل، وتخبره عن علاقتها مع آراف. في موجة غضب هاري يتم القبض عليه من قبل الشرطة ويسجن في وقت لاحق لكونه مجرم مطلوب للعدالة.
فاسودها تتسول آراف لإنقاذ هاري لأنه بريء، يحاول آراف إنقاذ هاري من خلال رشوة وزير الداخلية الذي يكشف أن هاري اعترف بجريمته.
فاسودها ترفض الزواج من آراف لأن هاري يخبرها أنه يضحي بحياته لكي يكونوا معا. ومن ثم كشف لأراف أن هاري يقبل عمدا جريمته بحيث فاسودها سوف تعيش في الشعور بالذنب لأنها سوف تعتقد أن هاري ضحى لنفسه لحبهم. من أجل تحرير فاسودها من ذنبها، آراف يسافر إلى باستار حيث اتهم هاري بالقتل، لإثبات بريء هاري. يلتقي آراف الأب دايال الذي يشرح ما حدث مع الصحفيين ويكشف عن براءة هاري. في طريق العودة إلى مومباي، آراف رائحة رائحة نفس الزهور التي تسببت له لأول مرة لتلبية فاسودها. بعد رائحة، وقال انه يذهب إلى الغابة، لا يعرفون أن المكان لديه الألغام. وقال انه بطريق الخطأ خطوات على واحدة من الألغام. وإدراكه لمأزقه، يبتسم آراف قبل أخذ قدمه من المنجم. فاسودها يتلقى الأخبار من وفاة آراف وتحطمت. فاسودها يترك هاري، الذي يبحث عنها لمدة عامين. بعد العثور عليها، تكشف له أنه يعرف عن تضحياته وهمية ويقول له أنها ليست خائفة من أي التقاليد والحدود. يحذرها من أنها ستعود إليه يوما ما. هاري ينتظر فاسودها واحد وعشرون عاما عبثا.
مرة أخرى في الوقت الحاضر، فمن الواضح الآن أن المرأة التي تقلع من الحافلة هي فاسودها وأرادت لم شملها مع آراف حيث توفي. في النهاية يأخذ هاري رماد فاسودها لانتشارها في غابة باستار حيث توفي آراف. وهكذا آراف وفاسودها لم شمل بعد الموت.

## طاقم العمل
- فيديا بالان في دور فاسيودا براساد
- عمران هاشمي في دور آراف روبريل
- راجكومار راو في دور هاري براساد
- سارة خان في دور نايلا
- سوهاسيني مولاي في دور أم هاري

## روابط خارجية
- هاماري ادهوري كاهاني على موقع IMDb (الإنجليزية)
- هاماري ادهوري كاهاني على موقع ميتاكريتيك (الإنجليزية)
- هاماري ادهوري كاهاني على موقع روتن توميتوز (الإنجليزية)
- هاماري ادهوري كاهاني على موقع قاعدة بيانات الأفلام العربية
- هاماري ادهوري كاهاني على موقع أول موفي (الإنجليزية)
- هاماري ادهوري كاهاني على موقع بوكس أوفيس موجو (الإنجليزية)
- هاماري ادهوري كاهاني على موقع فيلمافينيتي (الإسبانية)
- هاماري ادهوري كاهاني على موقع قاعدة بيانات الفيلم (الإنجليزية)
- هاماري ادهوري كاهاني على موقع ليتربوكسد (الإنجليزية)
- هاماري ادهوري كاهاني على موقع كينوبويسك (الروسية)